# Новое (Междуреченский район)
Новое — село в Междуреченском районе Вологодской области.
Входит в состав Старосельского сельского поселения, с точки зрения административно-территориального деления — в Старосельский сельсовет.
Расстояние по автодороге до районного центра Шуйского — 36 км, до центра муниципального образования Старого — 3 км. Ближайшие населённые пункты — Кузьминское, Шихово, Яскино.
По переписи 2002 года население — 44 человека (20 мужчин, 24 женщины). Всё население — русские.
Герой Советского Союза Задорин Николай Степанович, старший лейтенант (1908, с. Новое Старосельского с/с Междуреченского р-на); 29.08.1939.